# Ленгерих (Вестфалия)
Ленгерих (нем. Lengerich) — город в Германии, в земле Северный Рейн-Вестфалия.
Подчинён административному округу Мюнстер. Входит в состав района Штайнфурт. Население составляет 22 234 человека (на 31 декабря 2010 года). Занимает площадь 90,71 км². Официальный код — 05 5 66 040.
Город подразделяется на 12 городских районов.

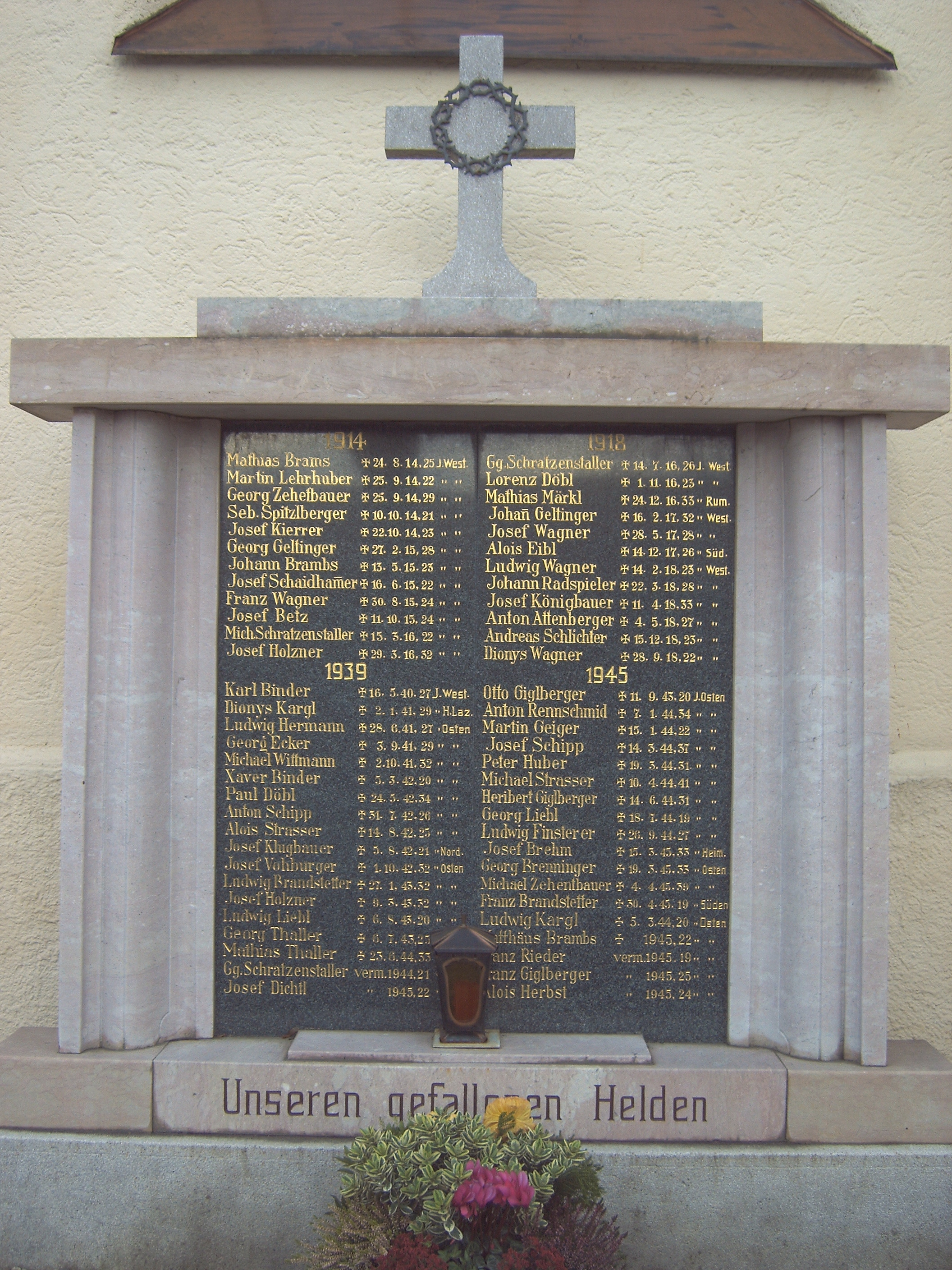
Ленгерих (Вестфалия)

## Города-побратимы
Ленгерих  имеет отношения со следующими городами-побратимами:
- Варта, Польша
- Легебрух, Германия
- Уопаконета, США